# Нікуліно (Калінінський район)
Нікуліно (рос. Никулино) — присілок в Калінінському районі Тверської області Російської Федерації.
Населення становить 859 осіб. Входить до складу муніципального утворення Нікулинське сільське поселення.

## Історія
Від 2005 року входить до складу муніципального утворення Нікулинське сільське поселення.

## Населення
| 1859 | 1886 | 1997 | 2002 | 2010 |
| ---- | ---- | ---- | ---- | ---- |
| 466  | ↗570 | ↗871 | ↗890 | ↘859 |